# Medalla de la defensa de Kíiv
La Medalla per la Defensa de Kíiv (Rus: Медаль «За оборону Киева» - Transliterat: Medal "Za oboronu Kieva") és una medalla de la Guerra Defensiva de la Gran Guerra Patriòtica, creada el 21 de juny de 1961 per Nikita Khrusxov i atorgada a tots els soldats de l'Exèrcit Soviètic, Marina, Tropes del Ministeri d'Interior (MVD) i Civils que van participar en la defensa de Kíiv del 7 de juliol de 1941 al 26 de setembre del 1941 (les tropes soviètiques es van haver de retirar el 20 de setembre, davant la superioritat de l'enemic).
Kíev va rebre el títol de "Ciutat heroica" el 22 de juny de 1961 (data del 20è aniversari de l'inici de la Gran Guerra Patriòtica), aprofitant-se l'ocasió per instituir la condecoració. Les altres ciutats heròiques són Odessa, Stalingrad, Sebastòpol, Leningrad, Moscou, la Fortalesa de Brest, Kertx, Novorossisk, Minsk, Tula, Múrmansk i Smolensk)
Va ser atorgada sobre unes 107.540 vegades (aproximadament).

## Disseny
És una medalla de 32 mm de coure amb un soldat, un mariner, un civil i una dona que avancen amb el fusell amb un edifici amb cúpula amb la falç i el martell i una bandera onejant al fons. A sota hi ha una corona de llorer amb una estrella al mig. Al damunt hi ha la inscripció "ЗА ОБОРОНУ КИЕВА" (Per la Defensa de Kíiv). Al revers apareix la inscripció "ЗА НАШУ СОВЕТСКУЮ РОДИНУ" (Per la nostra terra Nativa Soviètica) a sota de la falç i el martell.
Es suspèn sobre un galó pentagonal de 25 mm verd clar amb una franja central de 3 mm vermella i una de 2 mm blau cel al costat (el color d'Ucraïna).